# Пад Београда (1915)
Аустроугарска је после пораза у Колубарској бици, планирала нову офанзиву против Србије. Иако су Србија и Црна Гора однеле победе у борби против Аустроугара, биле су материјално и физички истрошене. Савезници су обећали помоћ, али је она била незнатна, а додатни проблем је представљао трбушни тифус, који су у Србију донели заробљени аустроугарски војници.

## Опис битке
Ширина фронта који су браниле српске јединице је био 50 километара, и то између Винче и Остружнице, а по дубини до Торлака. Фронтовски положаји нису имали заштиту од непријатељског бомбардовања, као ни неке сложеније одбрамбене системе. Снага јединица које су чиниле одбрану Београда су се састојале од 20 батаљона пешадије, 2 ескадрона коњице и 77 топова различитих калибара. Те јединице су једва биле довољне да покрију ширину фронта, а резерве су биле малобројне.
Дунавски кеј био је утврђен са две линије ровова, а главна линија одбране била је на насипу железничке пруге. Ровови су били укопани у кеј из ког је повађена калдрма, тако да су се на ивицама ровова налазили стубови од цигала са међупростором, испод ког су могли да седе војници о чему сведоче фотографије из тог времена. Мајор Драгутин Гавриловић обишао је ровове на Дунавском кеју и издао наредбу да се они напусте, а да се ископају нови ровови за клечећи став на самој линији обале реке. Разлог копања ровова тик уз реку, било је што је немачка артиљерија гађала циљеве по квадратима, почев од неколико десетина метара од обале.
Снаге које су нападале Београд су биле сачињене од Треће аустроугарске армије, као и 22. немачког корпуса. Трећа аустроугарска армија се састојала од 130 пешадијских батаљона, 136 артиљеријских батерија, 4 авионска одељења, као и од речне флотиле са 9 монитора и 20 других бродова.
Циљ аустроугарских јединица је био да пређу Дунав и Саву и заузму линију Кнежевац - Ритопек - Авала. Тиме би се навукле веће Српске јединице на ту линију, што би омогућило удар 11. немачке армије на железнички пут Београд - Софија. За то време, Бугарска армија би наступала према Нишу, и одсекла повлачење Српске војске ка Солуну.
Напад аустроугарских и немачких јединица је почео 5. октобра 1915. године. Београд је бомбардован током целог дана и ноћи тешком артиљеријском ватром. По неким подацима, на Београд је тог дана испаљено 30 хиљада граната. Многа насеља су била срушена, град је био прекривен димом и пепелом, а људске жртве су биле огромне. Непријатељ је, услед слабијег отпора, два дана касније, 7. октобра почео да прелази Дунав на подручју Аде Циганлије и у подножју Калемегдана. На дунавском кеју, браниоци су их дочекали јаком пешадијском и артиљеријском ватром. Војске су се сукобиле у десетак јуриша прса у прса, што непријатеља није нимало омело, јер је користио све предности јаке артиљеријске подршке. Престоницу су осим војника, бранили и цивили, жене, деца и старци, који су узимали оружје од погинулих војника.
Очајничка борба је трајала четири дана, при чему су браниоци морали прво да се повуку из Банатске у Душанову улицу, а затим у Васину. У исто време, браниоци су потиснути са Аде Циганлије и Бановог брда, одакле су се повукли ка Звездари и данашњем Правном факултету. Када су немачке јединице заузеле Дедиње, браниоци су се повукли на Авалу, а након тога командант Одбране Београда, генерал Живковић наређује повлачење на линију Брестовик - Парцански висови. Упркос великим губицима и нападима знатно бројнијег и надмоћнијег непријатеља Врховна команда Одбране Београда наредила је даљу одбрану града уз слање појачања из других дивизија. Аустроугари су неутралисали српску артиљерију на Калемегдану и Великом Врачару, што је био губитак са којим одбрана Београда није могла да се носи. Истовремено са тиме аустроугарским јединицама је стигло и појачање које зауставља јурише српске војске. Аустроугарске и немачке трупе су заузеле делове града до 8. октобра, али одбрана није посустала до 16. октобра, након чега је уследило повлачење јединица Одбране Београда, а Аустроугари и немци заузимају град. У данима пре пада Београда, Бугарска је напала Србију, и због тога је Моравска дивизија другог позива пребачена на тај фронт. Тиме су окончане борбе око Београда 1915. године.
Након завршетка борби у граду је остао мањи део становништва - око 8 хиљада, док се већи део повукао са војском. Међутим, пошто их је непријатељ сустигао, били су принуђени да се врате у Београд.
Већина браниоца Београда, под командом мајора Драгутина Гавриловића, су погинули, а сам мајор Гавриловић бива тешко рањен. Тада је настала чувена изјава мајора Гавриловића својим саборцима:
Тачно у 15 часова непријатељ се има разбити вашим силним јуришем, разнети вашим бомбама и бајонетима. Образ Београда, наше престонице, има да буде светао. Војници, јунаци! Врховна команда избрисала је наш пук из свог бројног стања, наш пук је жртвован за част Отаџбине и Београда. Ви немате више да се бринете за ваше животе који више не постоје, зато напред у славу! Живео краљ! Живео Београд!
Херојство српске војске током одбране града је било вредно поштовања и од стране непријатеља, па је од стране немачког фелдмаршала Макензена стигла наредба да се након заузимања града херојима одбране Београда подигне споменик који и данас постоји, а на њему на немачком и српском језику пише ’’Овде почивају српски јунаци.’’

## У књижевности
Живојин Павловић је у свом роману Они више не постоје описао борбе око Београда и његов коначан пад 1915. године из угла измишљеног лика, резервног потпоручника Живадина Јотића. У роману је и описан лик и карактер мајора Драгутина Гавриловића.
Добрица Ћосић је описао борбе у Београд 1915. у четвртој књизи Време смрти.

## Занимљивости
Чачански историјски музеј издао је књигу Драгутин Гавриловић, мајор са чином пуковника, у којој су приказане три слике ровова Другог кадровског пука одбране Београда 1915, из три различита угла.
Стрип едиција Никад робом издала је стрип „Под ватром дебелих берти” о паду Београда 1915 са говором Драгутина Гавриловића.

## Галерија
- Униформа српског официра
- Униформа српске војске
- Униформа Немачке војске 1915
- Униформа Аустроугарске војске
- Труба коришћена од стране српске војске за сигнализацију
- Топ коришћен у одбрани Београда од стране српске војске
- Фотографије одбране Београда са сликом рова на Дунавском кеју прва с лево у најнижем реду
- Артиљерија Београда
- Калемегданска тврђава
- Српска пешадија на позицији код Аде Циганлије
- Ваздушни снимак Калемегданске тврђаве 1914-1915.
- Први светски рат у Београду
- Аустријски монитор са реке бомбардује Београд
- Први светски рат у Београду
- Први светски рат у Београду
- Београд 1915
- Прелазак Саве од стране аустријске војске 1915.
- Први светски рат у Београд
- Осматрачи на Ади Циганлији
- Улица цара Душана 1915
- Први светски рат у Београду
- Први светски рат у Београду
- Црква на Калемегдану
- Калемегданска тврђава 1915.
- Београдска тврђава из периода Првог светског рата
- Реконструисани монитор Бодрог који је коришћен при нападу на Београд 1914. и 1915.
- Српски војници у баржи на обали Дунава 1915.
- Доњи град Београда са касарнама 1915.
- Београд 1915
- Аустријски снимак Земуна и Београда из ваздуха
- Евакуација Београда 1914-1915
- Улица у Београду 1915.
- Аустријске трупе 8. октобра 1915. код споменика кнезу Михајлу
- Борбе на Авали
- Београдски мост на Сави 1915.
- На Калемегданској тврђави 1915.
- Срушен мост на Сави
- Срушена кућа Београд 1915.
- Београд с јужне стране
- Колоне избеглица при повлачењу